# كيث باتلر (دراج)
كيث باتلر (بالإنجليزية: Keith Butler) هو دراج بريطاني، ولد في 2 سبتمبر 1938 في لندن في المملكة المتحدة، وتوفي في 13 مارس 2019.

## وصلات خارجية
- كيث باتلر على موقع أرشيف الدراجات (الإنجليزية)
- كيث باتلر على موقع إحصائيات الدراجات الإحترافية (الإنجليزية)
- كيث باتلر على موقع اتحاد ألعاب الكومنولث (مؤرشف) (الإنجليزية)